# Sergej Witte

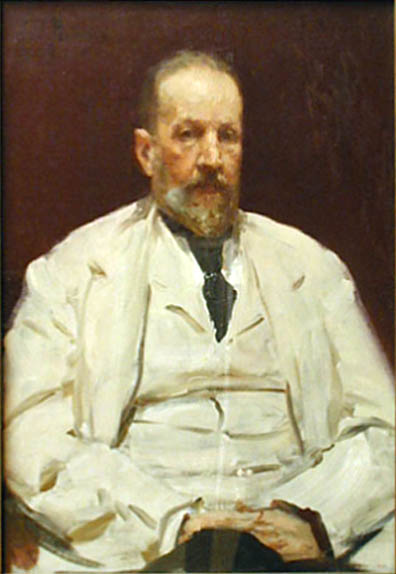
Wittes portret door Ilja Repin

Sergej Joeljevitsj Witte (Russisch: Сергей Юльевич Витте) (Tbilisi, 17 juni/29 juni 1849 — Sint-Petersburg, 28 februari/13 maart 1915) was een belangrijk Russisch staatsman. 

## Levensloop
Sergej Witte kwam uit een familie van Nederlandse oorsprong, die zich in de Baltische gouvernementen van het Russische rijk had gevestigd. Hij werd in 1849 geboren in de Georgische hoofdstad Tbilisi (Tiflis) en studeerde wiskunde aan de universiteit van Odessa, waar hij in 1870 afstudeerde. Aanvankelijk werkte hij bij de Russische spoorwegen. Na een loopbaan als succesvol administrator van de Zuidwest-Russische spoorwegen werd hij in 1889 in de Russische regering opgenomen als leider van het departement voor spoorwegaangelegenheden. In 1893 werd Witte benoemd tot minister van Financiën. 
Witte bevorderde krachtig de industrialisatie van Rusland en was een der initiatiefnemers tot de bouw van de trans-Siberische spoorlijn. Hij stabiliseerde de Russische roebel, die in 1897 gekoppeld werd aan de gouden standaard. Dankzij het solide financiële beleid van Witte en het feit dat de roebel voortaan een betrouwbare valuta was, kon de Russische regering bij buitenlandse spaarders tegen gunstige voorwaarden grote leningen sluiten voor de financiering van de aanleg van spoorwegen. De bouw van een relatief dicht spoorwegennet was van groot belang voor de ontwikkeling van zowel industrie als landbouw. Het graan van de nieuwe landbouwgebieden in de Zuid-Russische steppen kon voortaan betrekkelijk goedkoop worden getransporteerd naar de grote steden van Noord-Rusland en de havensteden in het zuiden, zoals Odessa en Rostov aan de Don, vanwaar het naar West-Europa kon worden verscheept. In het laatste decennium van de 19e eeuw was Rusland het Europese land met de snelste economische groei, waarbij men natuurlijk moet bedenken dat Rusland nog een grote achterstand in te halen had op de landen in het westen.
De hervormingspolitiek van Witte leidde uiteindelijk tot conflicten met andere ministers, en vooral met de oerconservatieve minister van Binnenlandse Zaken Vjatsjeslav von Plehve, die Witte zwartmaakte bij tsaar Nicolaas II. Plehve beweerde dat Witte deel uitmaakte van een joodse samenzwering. Sergej Witte moest vervolgens op 29 augustus 1903 aftreden als minister van Financiën. 
Terwijl hij in politiek opzicht "de woestijn in gestuurd" was, moest hij machteloos toezien hoe incompetente regeringsleiders een avonturierspolitiek ten aanzien van Korea voerden, waardoor Rusland in de Russisch-Japanse Oorlog van 1904-1905 zou worden gestort. Toen deze oorlog op een Russische nederlaag uitliep, herinnerde tsaar Nicolaas zich de onderhandelaarskwaliteiten van Witte en nodigde hem uit om weer tot de regering toe te treden. In twee opzichten maakte Witte zich toen nuttig. In de eerste plaats stelde hij door zijn reputatie de Russische regering in staat om bij buitenlandse banken een groot krediet op te nemen, dat zij nodig had om de woelingen van de Revolutie van 1905 te doorstaan. In de tweede plaats wist hij als Russisch hoofdonderhandelaar bij de in Portsmouth (New Hampshire) met Amerikaanse bemiddeling gevoerde onderhandelingen relatief gunstige voorwaarden voor Rusland te bedingen in het Verdrag van Portsmouth. Weliswaar verloor Rusland al zijn politieke invloed in Mantsjoerije en Korea, en moest het het schiereiland Liaodong aan Japan afstaan, maar het mocht de noordelijke helft van Sachalin behouden. 
Hoewel Witte zelf geen groot bewonderaar van de constitutionele regeringsvorm was, slaagde hij erin de tsaar ervan te overtuigen dat er concessies moesten worden gedaan om de revolutionaire beweging wind uit de zeilen te nemen. Witte stelde daartoe het Oktobermanifest op, dat door Nicolaas werd bekrachtigd en voorzag in de invoering van een met algemeen mannenkiesrecht gekozen parlement, de staatsdoema. Het nieuwe parlement bleek echter naar de smaak van de tsaar (en waarschijnlijk ook van Witte zelf) te veel liberale en zelfs revolutionaire leden te tellen, die niet tot samenwerking met de regering bereid waren. Daarom werd spoedig besloten dit parlement te ontbinden. Witte werd door conservatieve politici verantwoordelijk gesteld voor dit echec en moest aftreden. De regering had dankzij Wittes bekwame beleid een zware crisis doorstaan, maar nu de crisis voorbij was, werd hij niet meer nodig geacht en mocht hij het veld ruimen (april 1906).
Een ander hervormingsbeleid zou spoedig daarop gevoerd gaan worden door de nieuwe premier Pjotr Stolypin, die het landbouwbeleid een veel centraler plaats zou geven in zijn politiek. Ten aanzien van de traditionele Russische dorpsgemeenschap, de obsjtsjina, hadden Witte en Stolypin diametraal tegenovergestelde standpunten. De stelling valt te verdedigen dat Witte, door zijn op industrialisering gerichte hervormingspolitiek, waarbij het platteland min of meer verwaarloosd werd, heeft bijgedragen tot de politieke destabilisering van Rusland. Daartegenover staat dat, wilde Rusland zijn achterstand op het westen inlopen, er ergens een begin moest worden gemaakt. Bovendien was er omstreeks 1890 nog nauwelijks iemand in Rusland geweest die een radicaal liberaal beleid ten aanzien van het platteland zelfs maar in overweging wilde nemen.
Nadat hij voor de tweede maal uit de regering was verwijderd, trok Sergej Witte zich in zijn privéleven terug en schreef hij zijn memoires, die een belangrijke historische bron vormen. Witte was een jongere volle neef van Helena Blavatsky.  In die memoires gaf hij een zeer negatief oordeel over haar. Af en toe gaf hij in het openbaar zijn mening te kennen over de actuele gebeurtenissen in Rusland. Bij het uitbreken van de Eerste Wereldoorlog protesteerde hij scherp tegen een Russische deelname aan de oorlog en waarschuwde hij voor een nederlaag. In plaats van deelname aan de oorlog stelde hij voor dat Rusland het initiatief zou nemen tot vredesonderhandelingen tussen Duitsland en Frankrijk. De tsaar gaf hieraan echter geen gehoor. Kort daarop stierf Witte op 65-jarige leeftijd.